# Protoneura viridis
Protoneura viridis là loài chuồn chuồn trong họ Protoneuridae. Loài này được Westfall mô tả khoa học đầu tiên năm 1964.